# Tricheilostoma broadleyi
Tricheilostoma broadleyi là một loài rắn trong họ Leptotyphlopidae. Loài này được Wallach & Hahn miêu tả khoa học đầu tiên năm 1997.